# Dan-Neil Telesford
Dan-Neil Telesford (né le 9 septembre 1990) est un athlète trinidadien, spécialiste du sprint.
Le 25 juin 2017, il porte son record personnel sur 200 m à 20 s 50 (-1.0) à Port-d'Espagne (H. Crawford).
Lors de l'Universiade 2017 à Taipei, il termine 5e du 200 m.